# Karen Bass
Pour les articles homonymes, voir Bass.
Karen Bass, née le 3 octobre 1953 à Los Angeles, est une femme politique américaine, membre du Parti démocrate et élue de la Californie à la Chambre des représentants des États-Unis de 2011 à 2022. Elle est maire de Los Angeles depuis le 12 décembre 2022.

## Biographie

### Carrière privée
Fille d'un facteur, Karen Bass vit dans les quartiers de Venice et de Fairfax à Los Angeles. Après ses années de lycée, elle étudie la philosophie à l'université d'État de San Diego (1971-1973), puis obtient un Bachelor of Science en sciences de la santé de l'université d'État de Californie à Dominguez Hills (1990). Elle travaille comme assistante de médecin et comme instructeur clinique à la Keck School of Medicine de l'université du Sud de la Californie. Bass est par ailleurs la créatrice de la Community Coalition, une organisation communautaire du sud de Los Angeles.

### Parcours politique
Karen Bass commence sa carrière politique en étant élue à l'Assemblée de l'État de Californie entre 2004 et 2010 pour le 47e district et présidente de cette assemblée entre 2008 et 2010 — seconde femme et troisième personne afro-américaine à occuper cette fonction,.
Lors des élections fédérales à la Chambre des représentants de 2010, elle se présente dans le 37e district congressionnel de Californie et y est élue avec environ 86 % des voix. Elle est réélue en 2012 et en 2014 avec des scores similaires. En juillet 2016, elle attire l'attention des médias en demandant un examen psychiatrique de Donald Trump, le candidat républicain à la présidence des États-Unis.
Joe Biden envisage de la désigner comme candidate à la vice-présidence pour l'élection présidentielle de 2020 mais il choisit finalement pour cette fonction Kamala Harris.
En septembre 2021, Karen Bass annonce sa candidature à l'élection municipale de Los Angeles de novembre 2022, pour succéder au maire sortant Eric Garcetti, qui après deux mandats successifs ne peut se représenter. À l'issue des primaires, Karen Bass arrive en tête et affronte au second tour le promoteur immobilier et milliardaire Rick Caruso. Durant la campagne, elle reçoit notamment le soutien de la présidente de la Chambre des représentants Nancy Pelosi, de la sénatrice Elizabeth Warren, de l'ancienne secrétaire d'État Hillary Clinton, de la vice-présidente Kamala Harris et du président Joe Biden. Karen Bass remporte l'élection du 8 novembre 2022 et devient la première femme maire de la ville de Los Angeles. Elle est investie le 11 décembre 2022 pour un mandat de quatre ans par la vice-présidente Kamala Harris.

## Appartenance à un groupe parlementaire
- Congressional Black Caucus (président; 2019-2021)[17]
- Congressional Caucus on Foster Youth, fondateur et co-président[18]
- Coalition du Congrès sur l'adoption (CCA)[19]
- Caucus sikh du Congrès américain
- Caucus du Congrès sur les addictions, les traitements et le rétablissement[20]
- Coalition pour la recherche et l'éducation sur l'autisme (CARE)
- Caucus du Congrès sur les hommes et les garçons noirs
- Caucus du Congrès sur les droits créatifs
- Caucus du Congrès sur le diabète
- Caucus du Congrès sur les industries du divertissement
- Groupe parlementaire sur l'Éthiopie
- Assemblée du Congrès sur le VIH/sida
- Assemblée du Congrès sur la conservation internationale[21]
- Caucus du Congrès pour l'égalité des LGBT
- Groupe parlementaire sur la bibliothèque du Congrès[22]
- Assemblée parlementaire du Congrès sur la santé mentale des militaires
- Assemblée parlementaire sur la sclérose en plaques
- Assemblée parlementaire des cieux calmes (en anglais)
- Assemblée parlementaire du Congrès sur le travail social
- Groupe de travail du Congrès sur la fièvre de la vallée[23]
- Assemblée progressiste du Congrès
- Assemblée générale de Medicare for All